# ضدسایه

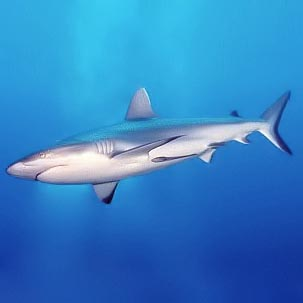
بسیاری از جانوران، مانند این کوسه آبسنگ خاکستری، سایه‌دار هستند.

ضدسایه یا سایه‌زنی یا پادسایه (به انگلیسی: Countershading) یا قانون تایر (به انگلیسی: Thayer's law)، روشی برای استتار است که در آن رنگ‌آمیزی جانور در بخش بالایی تیره‌تر و در بخش زیرین بدن روشن‌تر است. این الگو در بسیاری از گونه‌های پستانداران، خزندگان، پرندگان، ماهیان و حشرات، چه در شکارگران و چه در طعمه‌ها، یافت می‌شود و حداقل از ۱۴۵٫۵ تا ۶۵٫۵ میلیون سال پیش یا دوره کرتاسه رخ داده است.
در برخی جانوران، این الگوی سایه به‌طور وارونه (سایه‌زنی وارونه: Reverse Countershading) وجود دارد که به این جانوران الگوی هشداردهنده می‌دهد.

## نمونه‌هایی در جانوران

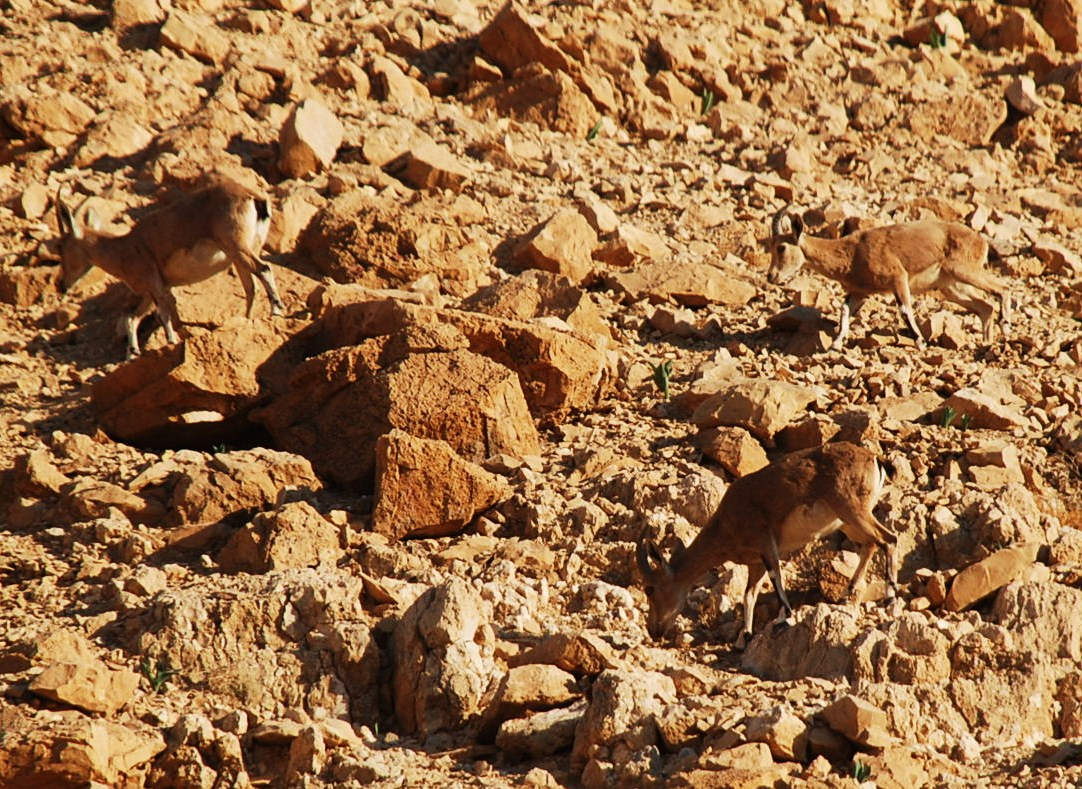
بزهای کوهی به‌طور مؤثری با سایه‌زنی در زمینه محو می‌شوند و آنها را در پس زمینه بیابان تقریباً نادیدنی می‌کند. در تصویر سه فرد وجود دارد.
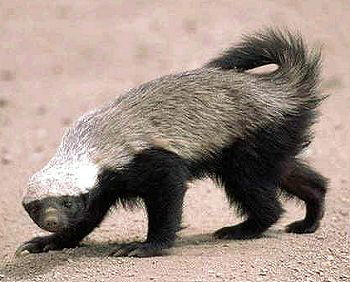
گورکن عسل‌خوار دارای سایه‌زنی وارونه است که نوعی رنگ هشدار است.
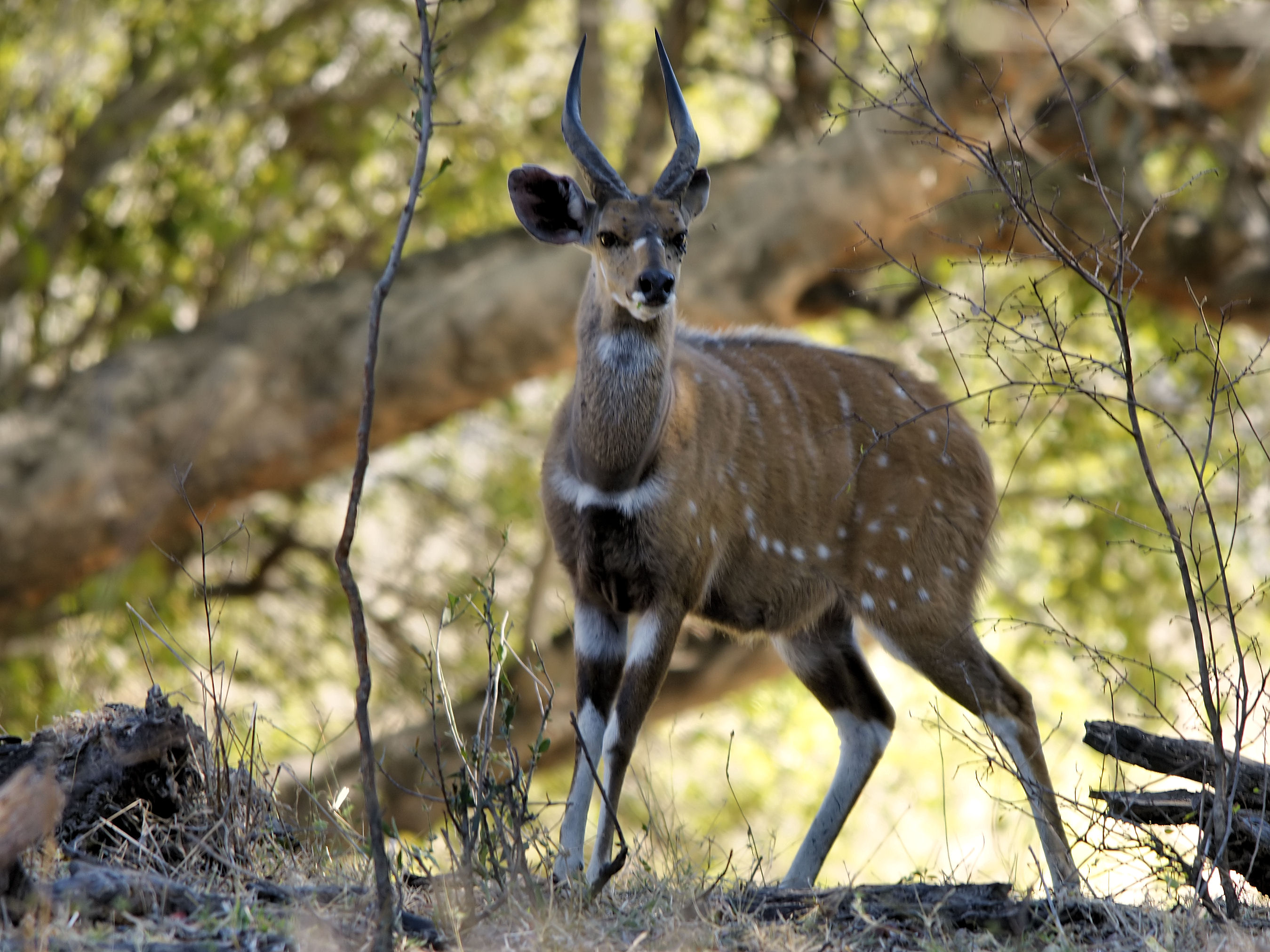
Bushbuck, Tragelaphus scriptus، تقریباً از نظر الگو کاملاً یکنواخت ظاهر می‌شود و نشان می‌دهد که الگوهای ویژه سایه خود را لغو کرده است. لکه‌های سفید و نشانه‌ها به برهم زدن «استحکام» جانوران کمک می‌کنند.
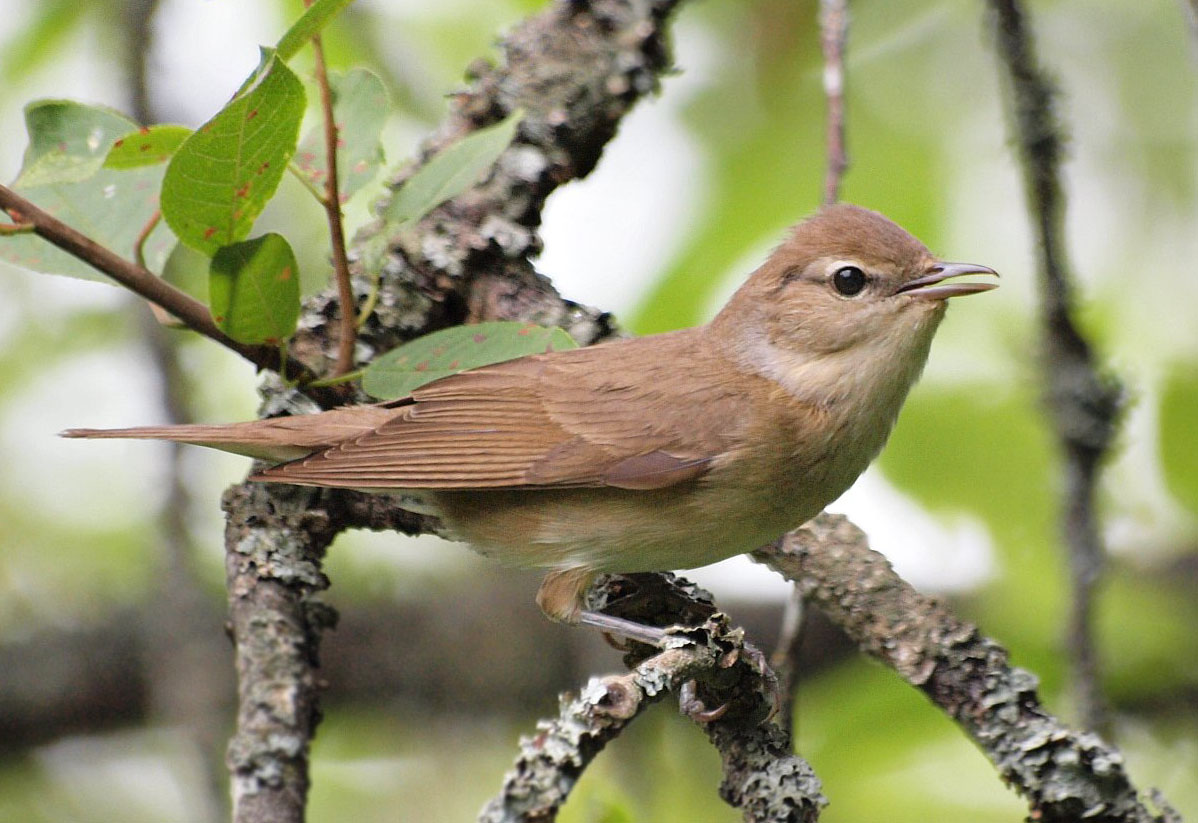
بسیاری از پرندگان، مانند این سسک باغی، Sylvia borin، ضدسایه هستند. شکم روشن‌تر باعث می‌شود که پرنده هنگامی که از پهلو دیده شود تقریباً با رنگ یکنواخت به نظر برسد.
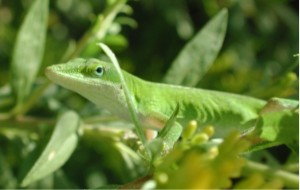
مارمولک آنول کارولینا، Anolis carolinensis، به آرامی در برابر سایه قرار دارد.
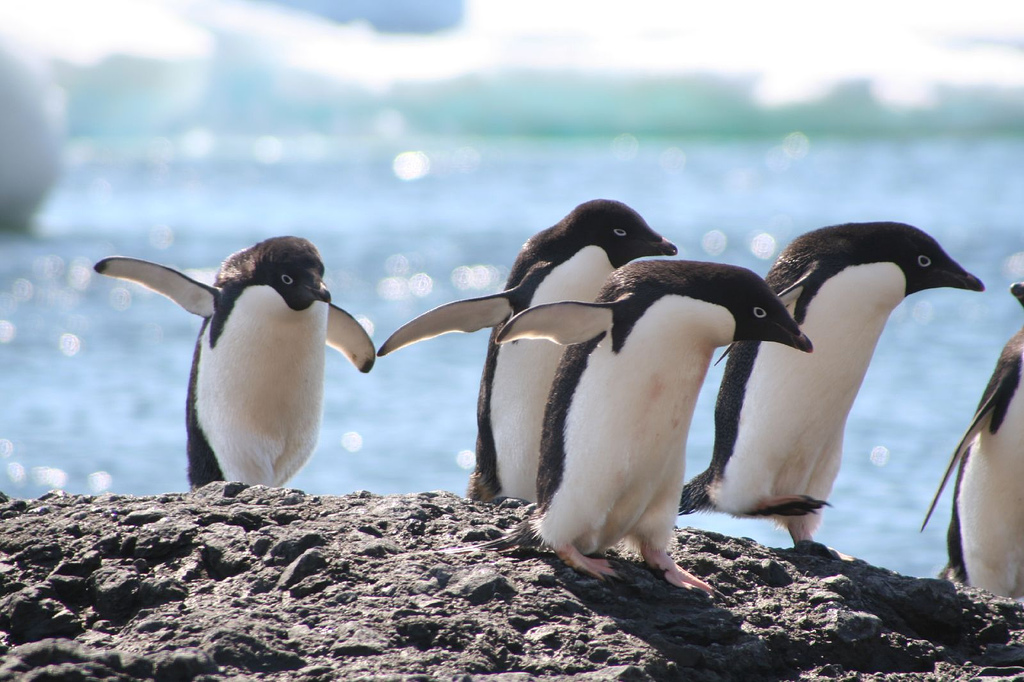
پنگوئن‌های آدلی ، Pygoscelis adeliae، در زیر سفید و در بالا تیره هستند، احتمالاً به این دلیل که هنگامی که از پایین دیده می‌شوند با سطح دریا و از بالا با آب عمیق دیده می‌شوند، ترکیب شوند.
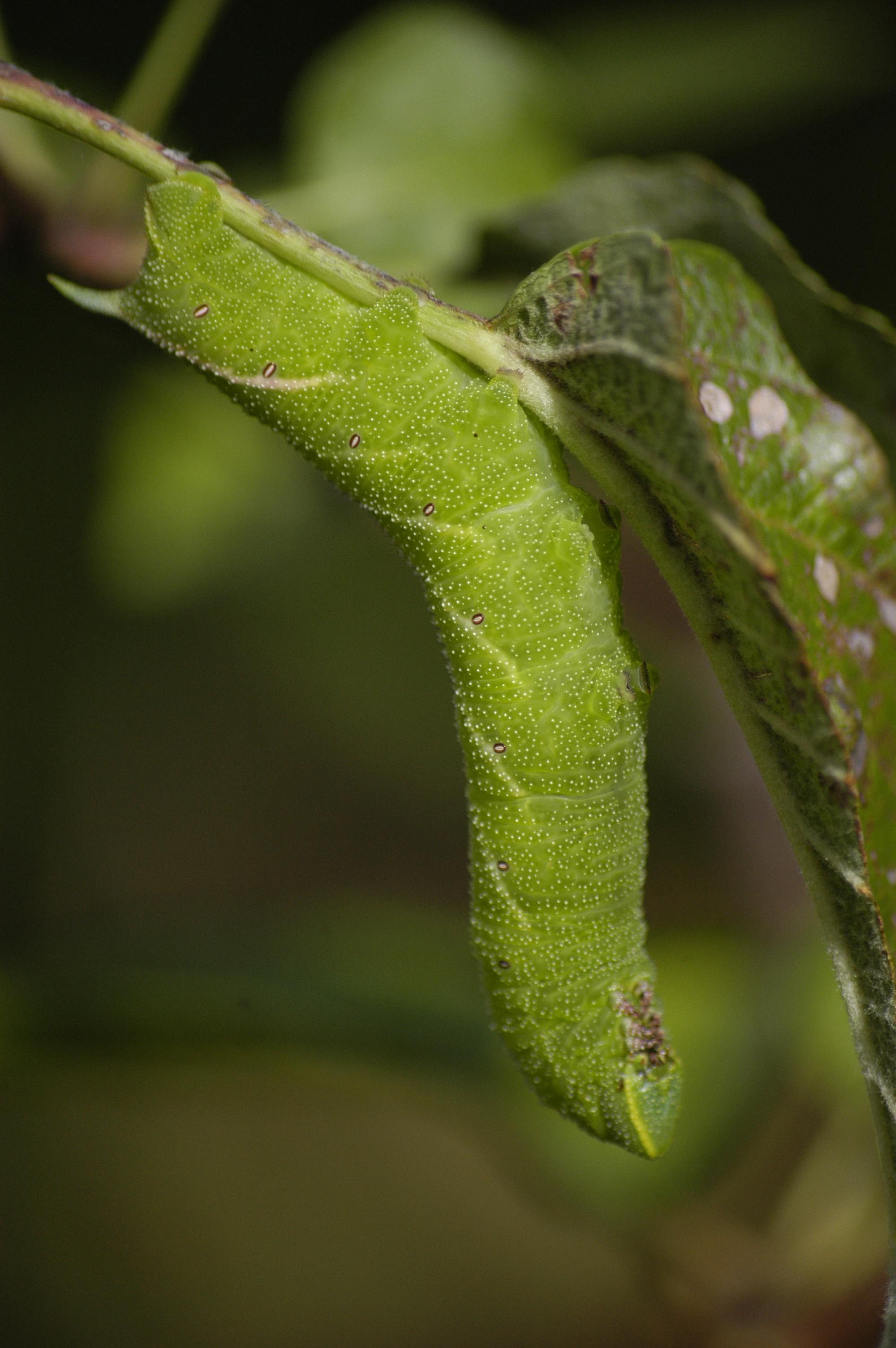
لارو کاترپیلار خال‌چشمی، Smerinthus ocellatus ، دارای سایه وارونه است که باعث می‌شود در جایگاه تغذیه، همرنگ زمینه به نظر برسد.
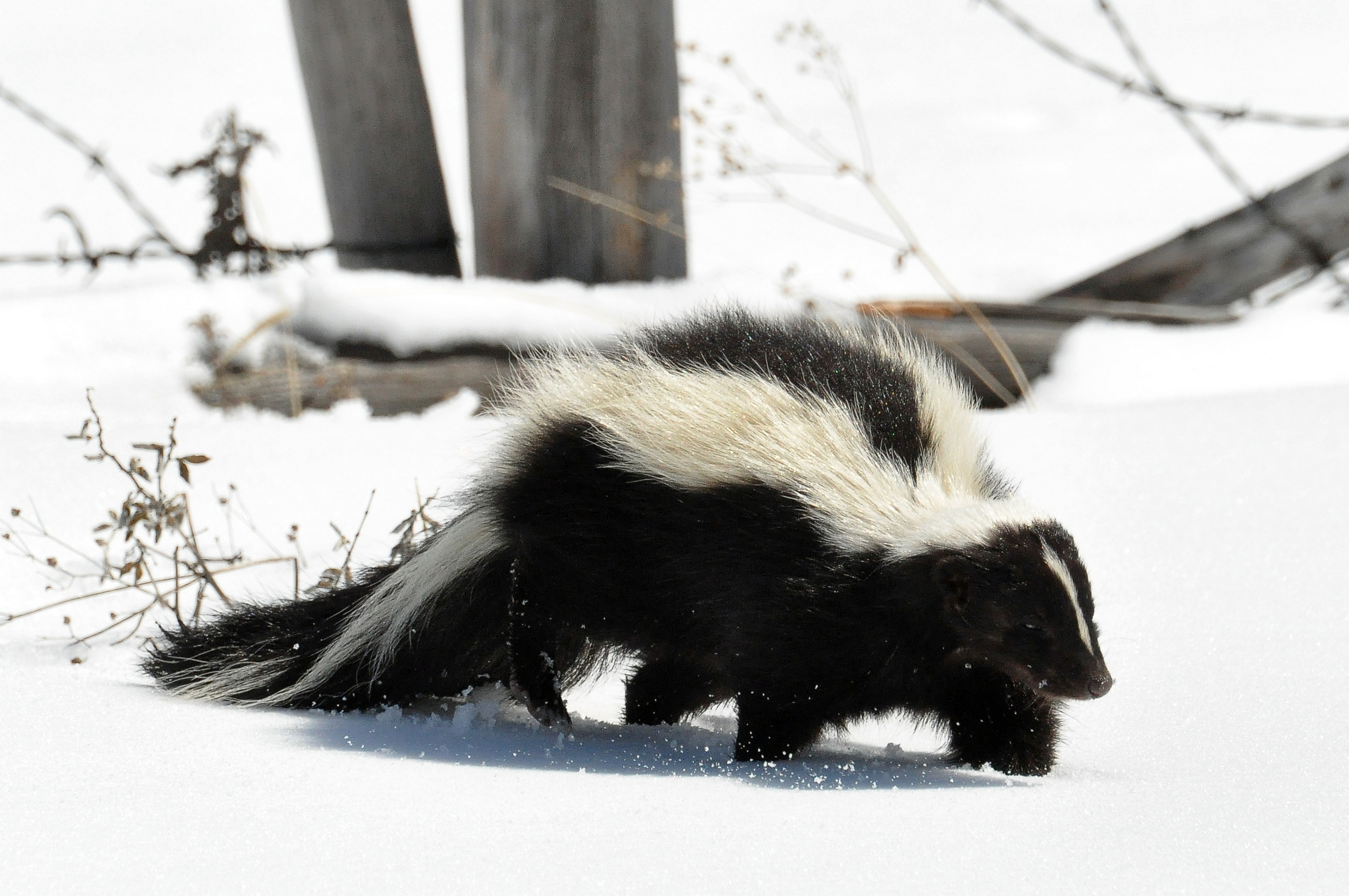
گندراسوی راه‌راه Mephitis mephitis، دارای رنگ‌های هشداردهنده آشکار با سایه وارونه است که شکارچیان را نسبت به بوی بد دفاعی  نیرومند خود آگاه می‌کند.
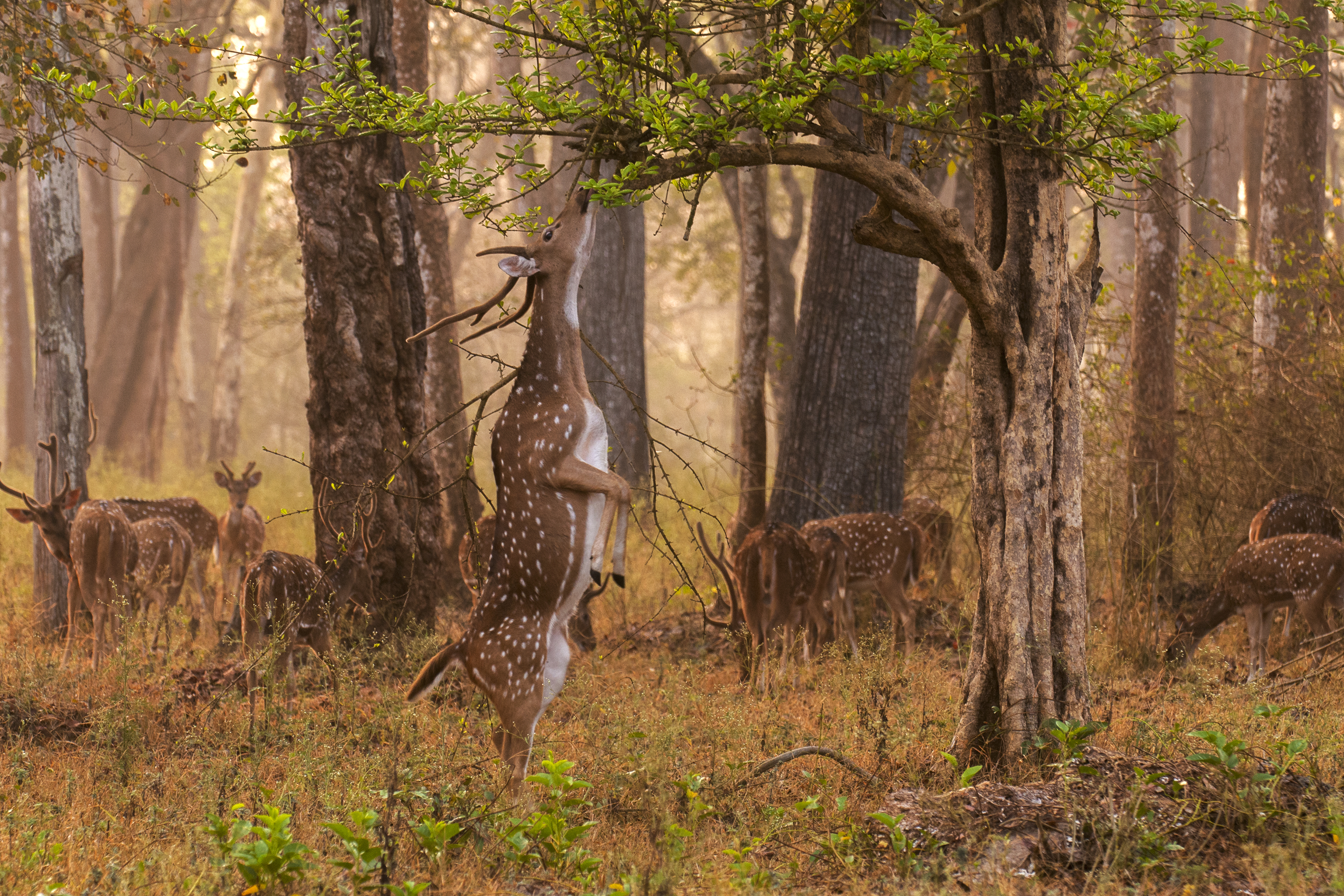
Axis axis. جانوران در پس‌زمینه عملاً با بدن‌هایشان به صورت افقی در مقابل سایه قرار می‌گیرند، اما گوزن ایستاده در پیش‌زمینه با شکم سفید آن مشخص می‌شود، خالهای سفید آسیب‌زا است.